# Langkuru
Langkuru is een bestuurslaag in het regentschap Alor van de provincie Oost-Nusa Tenggara, Indonesië. Langkuru telt 842 inwoners (volkstelling 2010).